# Polygonia chelone
Polygonia chelone är en fjärilsart som beskrevs av Schultz 1902. Polygonia chelone ingår i släktet Polygonia och familjen praktfjärilar. Inga underarter finns listade i Catalogue of Life.